# Craterul Vepriai
Craterul Vepriai este cel mai mare crater de impact din Lituania, el este numit după orașul Vepriai situat în centrul său. Craterul nu este expus la suprafață, deoarece a fost erodat și acoperit de roci sedimentare în timpul ultimei ere glaciare.

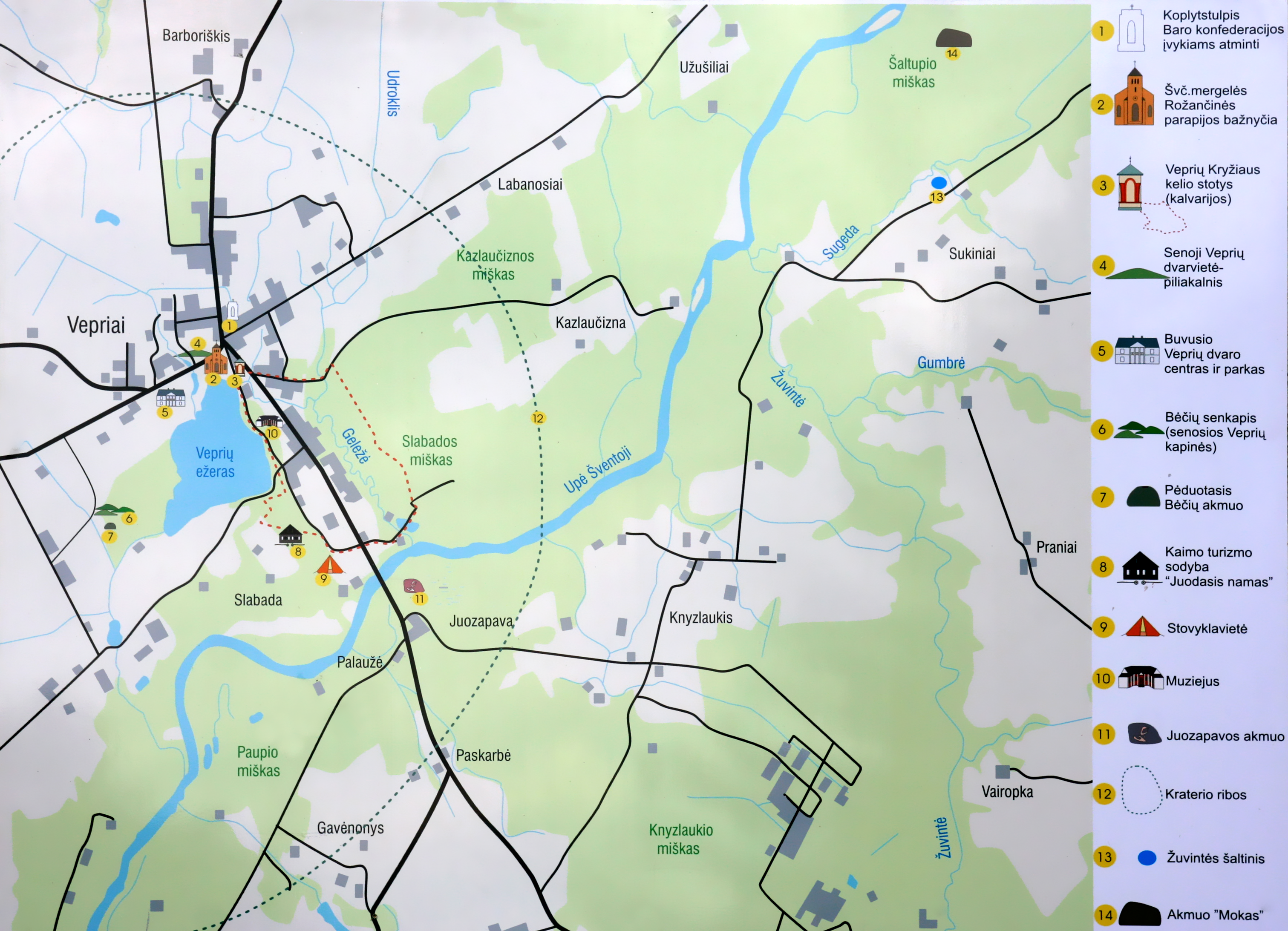
Presupusele graniţe ale craterului sunt marcate de o linie punctată

## Date generale
Craterul Vepriai are 8 km în diametru și vârsta sa este estimată la 160 ± 10 milioane ani (Jurasicul superior sau mai devreme). Meteoritul a lovit gresia moale și rocile calcaroase, astfel, adâncimea inițială a acestuia a depășit 500 m, dar locul a fost repede acoperit de roci sedimentare, nisip și argilă. Un mic lac s-a format în perioada Jurasicului în locul de impact.
Craterul a fost raportat în 1978, în timpul unei cercetări geofizice a localității.